# Unnie Pop
Unnie Pop es uno de los medios de comunicación digital en español, que proveen contenido relacionado con la cultura de Corea, con artículos relacionados al K-pop, K-drama y K-hip hop/R&B. El medio digital fue fundado en Chile en 2016 por su editora general y periodista Anahí Cortés, a través de Instagram y en 2020 a través de un sitio web.

## Historia
Fue fundado en 2016 a través de Instagram y en agosto de 2020 se estrenó el sitio web.
El sitio web de Unnie Pop es uno de los medios que genera contenido en español para la comunidad de fanáticos hispanohablantes que les permite a éstos conectarse con la cultura coreana a través de la World Wide Web. El medio ofrece información que cumple con la fiebre que ha atrapado a los fanáticos del contenido coreano o Hallyu.

## Colaboraciones
Como medio de comunicación digital, Unnie Pop ha colaborado con diferentes artistas de K-Pop y K-hip hop mediante entrevistas escritas. Entre ellos están OMEGA X, Kik5o, Ashya, AB6IX, W24, Lucy (banda), Keepitinside, Kim Woojin, Bling Bling, MustB, Budy y Astro.